# Семенівська сільська рада (Баришівський район)
| Семенівська сільська рада — колишній орган місцевого самоврядування у Баришівському районі Київської області з адміністративним центром у с. Семенівка. Історична дата утворення: в 1920 році. Сільській раді підпорядковані населені пункти: - с. Семенівка - с. Леляки |

## Склад ради
Рада складається з 16 депутатів та голови.

### Керівний склад ради
| ПІБ                       | Основні відомості                                                                | Дата обрання | Дата звільнення |
| ------------------------- | -------------------------------------------------------------------------------- | ------------ | --------------- |
| Фещенко Оксана Михайлівна | Сільський голова, 1962 року народження, освіта, член Української Народної Партії | 26.03.2006   | 31.10.2010      |
| Гресько Петро Петрович    | Сільський голова, 1956 року народження, освіта вища, безпартійний                | 31.10.2010   |                 |

Примітка: таблиця складена за даними джерела

## Населення
Згідно з переписом УРСР 1989 року чисельність наявного населення села становила 2249 осіб, з яких 998 чоловіків та 1251 жінка.
За переписом населення України 2001 року в селі мешкало 1805 осіб.

### Мова
Розподіл населення за рідною мовою за даними перепису 2001 року:
| Мова       | Відсоток |
| ---------- | -------- |
| українська | 96,97 %  |
| російська  | 1,82 %   |
| вірменська | 0,72 %   |
| білоруська | 0,28 %   |
| інші       | 0,21 %   |